# Lázi megállóhely
Lázi megállóhely egy megszűnt vasúti megállóhely, melyet a MÁV üzemeltetett, a Győr-Moson-Sopron vármegyei Lázi településen.
A község északi részén helyezkedett el, a Petőfi Sándor utcai vasúti átjáró keleti oldalán, közúti elérését csak önkormányzati utak biztosították.

## Vasútvonalak
A megállóhelyet az alábbi vasútvonalak érintették:
- Környe–Pápa-vasútvonal

## Kapcsolódó állomások
A megállóhelyhez az alábbi állomások vannak a legközelebb:
- Tápszentmiklós megállóhely (Környe vasútállomás, Környe–Pápa-vasútvonal)
- Veszprémvarsány vasútállomás (Pápa vasútállomás, Környe–Pápa-vasútvonal)